# Бердичівська телевежа
Бердичівська телевежа — телекомунікаційна вежа заввишки 140 м, споруджена у 2012 році у Бердичеві Житомирської області.

## Характеристика
Висота вежі становить 140 м. Висота над рівнем моря — 255 м. Радіус потужності покриття радіосигналом становить 45 км. Прорахунок для DVB-T2 — 135 м.